# Харрис, Стивен (религиовед)
Стивен Л. Харрис (англ. Stephen L. Harris; 5 февраля 1937, Абердин, Вашингтон — 14 апреля 2019, Сакраменто, Калифорния) — американский религиовед и библеист. Также являлся автором научных работ в области вулканологии.

## Биография
Получил магистра гуманитарных наук и доктора философии в Корнеллском университете.
До 2000 года — профессор-эмерит и заведующий кафедрой гуманитарных наук и религиоведения Университета штата Калифорния в Сакраменто.
Был научным сотрудником Уистарского института.
Член Американской академии религии.
Один из участников Семинара Иисуса.

## Научные труды

### Монографии
библеистика и религиоведение
- Harris, Stephen L. Understanding the Bible: A Reader's Introduction. — Palo Alto, Cal. : Mayfield Publishing Company, 1985.
- Harris, Stephen L. The Old Testament: An Introduction to the Hebrew Bible / Stephen L. Harris, Robert Platzner. — McGraw-Hill, 2007. — ISBN 978-0-07-299051-5.
- Harris, Stephen L. Classical Mythology: Images and Insights / Stephen L. Harris, Gloria Platzner. — McGraw-Hill, 2007. — ISBN 978-0-07-353567-8.
- Harris, Stephen L. The New Testament: A Student's Introduction. — McGraw-Hill, 2008. — ISBN 978-0-07-287601-7.
- Harris, Stephen L. Exploring the Bible. — McGraw-Hill, 2009. — ISBN 978-0-07-340736-4.

вулканология
- Harris, Stephen L. Fire & Ice: The Cascade Volcanoes. — Seattle, Wash. : The Mountaineers and Pacific Search Press, 1980. — ISBN 0-89886-009-1.
- Harris, Stephen L. Agents of Chaos: Earthquakes, Volcanoes and Other Natural Disasters. — Mountain Press Publishing Company[англ.], 1990.
- Harris, Stephen L. Archaeology and Volcanism // Encyclopedia of Volcanoes / Haraldur Sigurdsson[англ.] ; Bruce Houghton[англ.] ; Hazel Rymer[англ.] ; John Stix ; Steve McNutt. — Academic Press, 2000. — P. 1301–1314. — ISBN 978-0-12-643140-7.
- Harris, Stephen L. Fire Mountains of the West: The Cascade and Mono Lake Volcanoes. — 3. — Mountain Press Publishing Company[англ.], 2005. — ISBN 978-0-87842-220-3.
- Harris, Stephen L. “Volcanoes and Superquakes: Living with Geologic Hazards in the Pacific Northwest.” // Open Spaces: Voices from the Northwest / edited by Penny Harrison. — Seattle; London: University of Washington Press[англ.], 2011. — pp. 108–121.
- Restless Earth.(National Geographic Books)